# コンスタンティン・フォン・アルフェンスレーベン
レイマール・コンスタンティン・フォン・アルフェンスレーベン（ドイツ語: Reimar Constantin von Alvensleben、1809年8月26日 - 1892年3月28日）は、プロイセン及びドイツの陸軍軍人。
ドイツ統一時代の普仏戦争の際第3軍司令官として活躍。陸軍の最終階級は歩兵大将。

## 経歴
コンスタンティン・フォン・アルフェンスレーベンは、1809年8月26日に下級貴族の家系であるアルフェンスレーベン家に生まれた。彼には4人の兄弟がいるが、そのうちヴェルナーとグスタフはそれぞれ後にプロイセン王国陸軍の中将と歩兵大将になる。父はプロイセン王国陸軍中佐のゲプハルト・ヨハン・フォン・アルフェンスレーベン、母はカロリン・フリーデリケ・エレオノラ・フォン・アルフェンスレーベンである。
ベルリンで軍事教練隊の教育を終えた後、1827年にアレクサンダー皇帝第1近衛擲弾兵連隊へ少尉として任官された。1853年までに少佐へ昇進している。1858年に中佐へ昇進したフォン・アルフェンスレーベンは、1860年からプロイセン陸軍大臣の参謀を務め、同年大佐へ昇進。翌年アレクサンダー皇帝第1近衛擲弾兵連隊の司令官に就いた。以降数年間にわたり、彼は多くの指揮官職を歴任している。1864年の第二次シュレースヴィヒ＝ホルシュタイン戦争では少将へ昇進。1866年の普墺戦争には第2近衛旅団を率いて参戦し、7月3日のケーニヒグレーツの戦いで挙げた戦功により中将へ昇進、プール・ル・メリット勲章を受章している。なお、この戦いでヴィルヘルム・ヒラー・フォン・ゲルトリンゲン中将が戦死した。
普仏戦争が勃発すると、フォン・アルフェンスレーベンは1870年7月18日に第3軍団の軍団司令官となった。軍団麾下の第5師団と第6師団は、メス要塞に向けて進軍中だったフリードリヒ・カール・フォン・プロイセン王子率いる部隊の配下に移った。フォン・アルフェンスレーベンの軍団は、8月16日のマルス＝ラ＝トゥールの戦いでフランス軍を迎え撃ち、ヴィオンヴィルでは偵察部隊を撃破する戦果をあげた。この結果、フランス軍をメスの西部で足止めすることに成功している。8月18日、グラヴロットの戦いに加わった彼はその後も軍団に留まり続け、10月26日にメス要塞へ至った。10月の終わりにはフランスで新たに形成されたロワール軍に軍団を向かわせ、11月28日にはボーヌ＝ラ＝ロランドの戦いで劣勢となった第10軍の救出を敢行した。12月3日から4日にかけてのオルレアンの戦いでフランスを敗走させ、1871年1月6日から12日のル・マンの戦いで最終的な勝利を収めた。
1892年1月12日、オルレアンの戦いでの勝利を記念して、フォン・アルフェンスレーベンに黒鷲勲章と赤鷲勲章が贈られた。同年3月28日に死去。3月30日に葬儀が行われたが、その際ヴィルヘルム2世は彼の功績を称えて勅令を発した。その結果、コトブスに駐留していた第52歩兵連隊に彼の名が冠せられ、第52歩兵連隊「フォン・アルフェンスレーベン」として彼の名は残されることとなった。1912年にはコトブスにエミール・カウエル設計の記念碑が建てられたが、1945年以降に姿を消したため現在は残っていない。